# Robin Liddell
Pas d'image ? Cliquez ici
Robin Liddell, né le 28 février 1974 à Édimbourg en Écosse, est un pilote automobile britannique engagé en compétition de Grand Tourisme dans les championnats américains Rolex Sports Car Series et Continental Tire Sports Car Challenge.

## Palmarès
- Rolex Sports Car Series

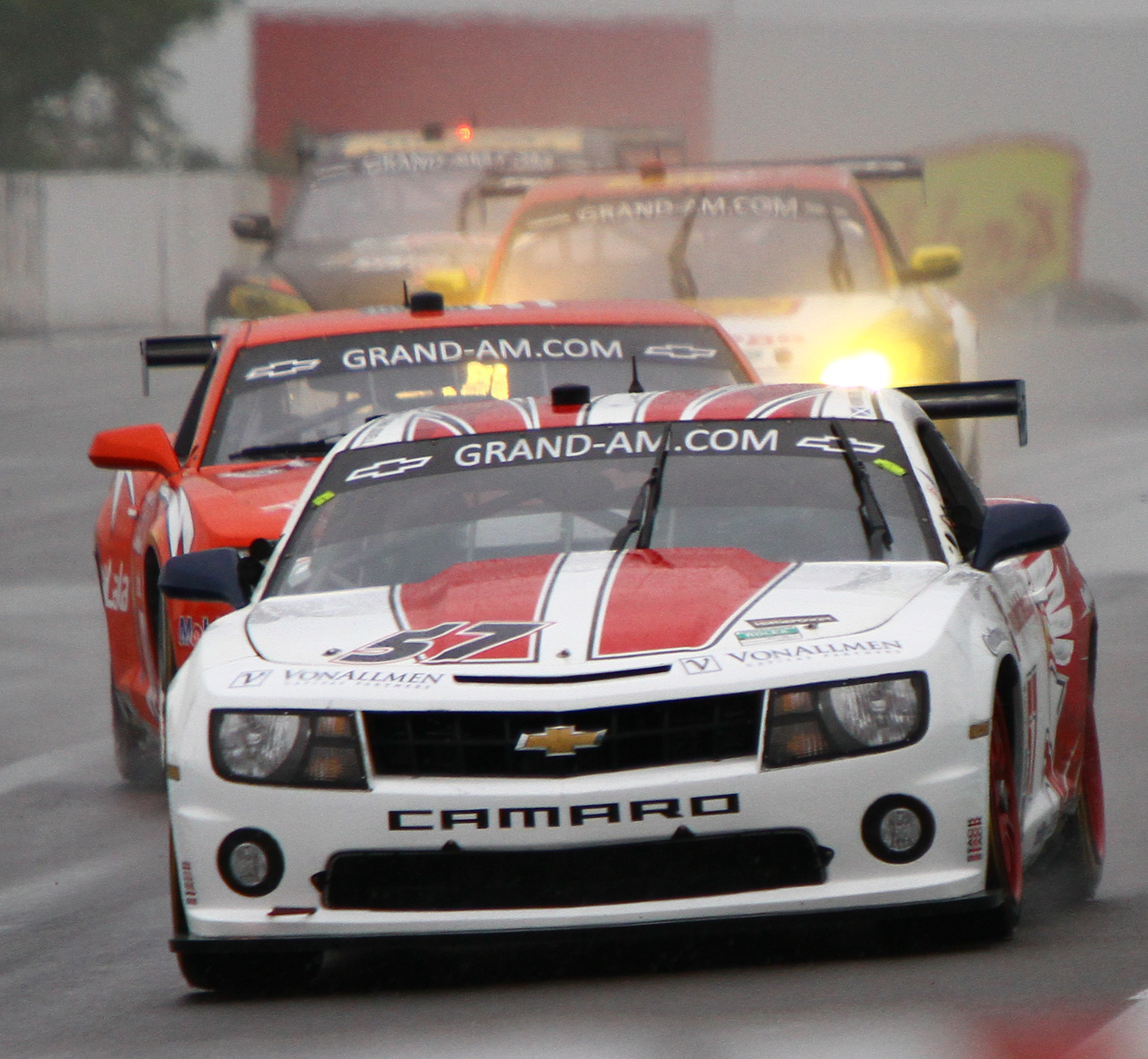
La camaro aux 6 Heures de Watkins Glen en 2011

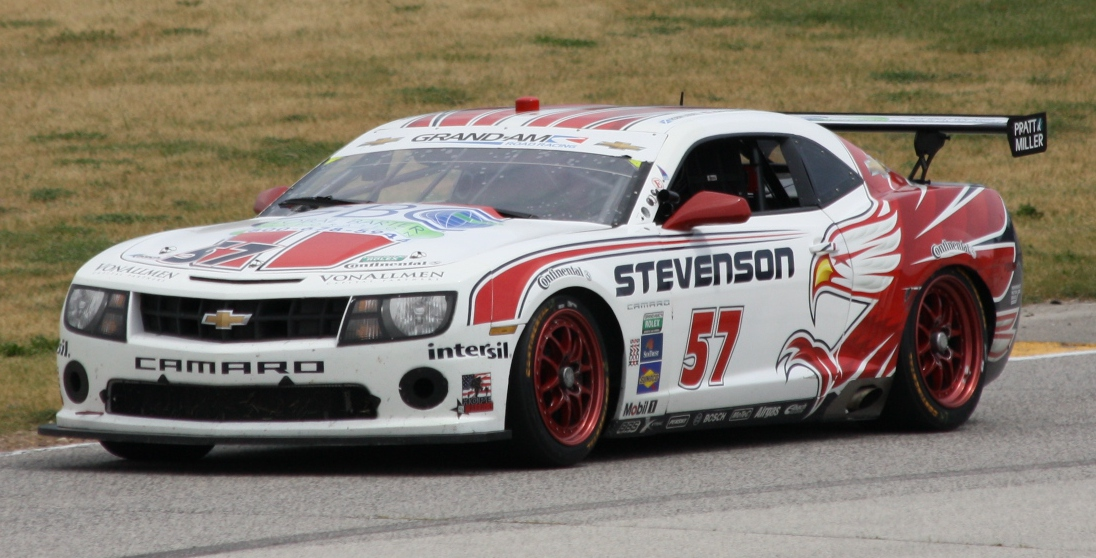
La camaro de John Edwards et Robin Liddell en 2012

  - Première victoire dans la catégorie GT en 2006 à Laguna Seca
  - Vainqueur des classements de la catégorie GT du North American Endurance Championship en 2013 avec John Edwards[1]

- American Le Mans Series
  - Six victoires dans la catégorie LMP2 en 2004 avec l'Intersport Racing
  - Une victoire en catégorie GT2 en 2005 avec le Panoz Motorsports

- European Le Mans Series
  - Première victoire dans la catégorie GT en 2001 à Most

- SCCA World Challenge
  - Première victoire en 2005 sur l'aéroport Burke Lakefront de Cleveland.

## Résultats aux 24 Heures du Mans
| Année | Voiture                   | Équipe                     | Équipiers                           | Résultat |
| ----- | ------------------------- | -------------------------- | ----------------------------------- | -------- |
| 2002  | Porsche 911 GT3 RS (996)  | PK Sport Ltd.              | David Warnock (de) / Piers Masarati | Abandon  |
| 2003  | Porsche 911 GT3 RS (996)  | PK Sport Ltd.              | David Warnock (de) / Piers Masarati | 23e      |
| 2005  | Panoz Esperante GTLM (pl) | Panoz Motor Sports         | Bill Auberlen / Scott Maxwell       | Abandon  |
| 2007  | Radical SR9               | Team Bruichladdich Radical | Tim Greaves / Stuart Moseley        | Abandon  |